# Usorci (Sanski Most, BiH)
Usorci su naseljeno mjesto u općini Sanski Most, Federacija Bosne i Hercegovine, BiH.

## Povijest
Nakon potpisivanja Daytonskog mirovnog sporazuma izdvojeno je istoimeno naseljeno mjesto koje je pripalo općini Oštra Luka koja je ušla u sastav Republike Srpske.

## Stanovništvo

### Popisi 1971. – 1991.
| Usorci             |              |              |              |
| godina popisa      | 1991.        | 1981.        | 1971.        |
| Srbi               | 610 (97,91%) | 591 (82,31%) | 737 (98,66%) |
| Hrvati             | 1 (0,16%)    | 1 (0,13%)    | 0            |
| Muslimani          | 0            | 1 (0,13%)    | 1 (0,13%)    |
| Jugoslaveni        | 11 (1,76%)   | 99 (13,78%)  | 0            |
| ostali i nepoznato | 1 (0,16%)    | 26 (3,62%)   | 9 (1,20%)    |
| ukupno             | 623          | 718          | 747          |

### Popis 2013.
Na popisu 2013. godine bilo je bez stanovnika.